# The Masked Rider (film, 1919)
Pour les articles homonymes, voir The Masked Rider.
Pour plus de détails, voir Fiche technique et Distribution.
The Masked Rider est un serial américain en 15 chapitres réalisé par Aubrey M. Kennedy et sorti en 1919. Il a été tourné au Texas et au Mexique.
Le serial était considéré comme un film perdu. La plupart des chapitres ont été retrouvés, bien qu'incomplets. Treize sont visibles sur les quinze d'origine.
Le film est inédit dans les pays francophones.

## Synopsis
Le long de la frontière mexicaine, Bill Burrel, un vieux propriétaire de ranch, jure que le voleur de bétail mexicain Pancho ne fera plus des siennes dans la région.

## Fiche technique
- Titre : The Masked Rider
- Réalisation : Aubrey M. Kennedy
- Scénario : Aubrey M. Kennedy
- Photographie : Jacob A. Badaracco, Arthur Boeger
- Production : William Steiner
- Producteur délégué : Patrick Sylvester McGeeney
- Société(s) de production : William Steiner Productions, Shamrock Photoplay Corporation
- Société(s) de distribution : Arrow Film Corporation (USA)
- Pays d'origine : États-Unis
- Format : Noir et blanc - 35 mm - 1.33 : 1 - Film muet
- Genre : western
- Durée : 300 minutes (15 chapitres)
- Date de sortie :
  - États-Unis : 7 mai 1919 (sortie du premier chapitre)
- Licence : domaine public[2]

## Distribution
- Harry Myers : Harry Burrel

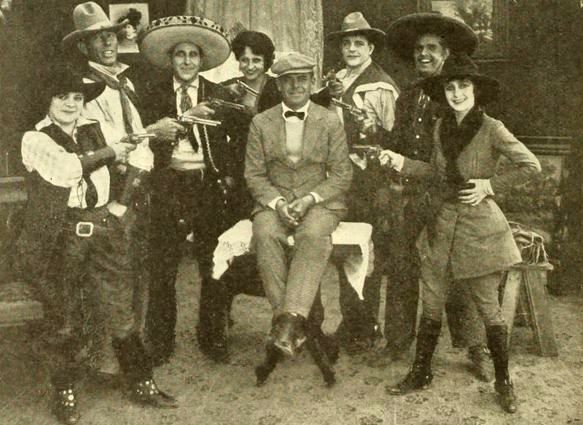
Les acteurs dans le 15^{e} chapitre de The Masked Rider, 1919.

- Ruth Stonehouse : Ruth Chadwick, la fiancée d'Harry
- Paul Panzer : Pancho
- Edna Holland : Juanita, la fille de Pancho
- Marie Treador : Ma Chadwick, la mère de Ruth
- Blanche Gillespie : Blanche Burrel, la sœur d'Harry
- Robert Taber : Santas
- Boris Karloff : Mexicain au saloon

## Chapitres

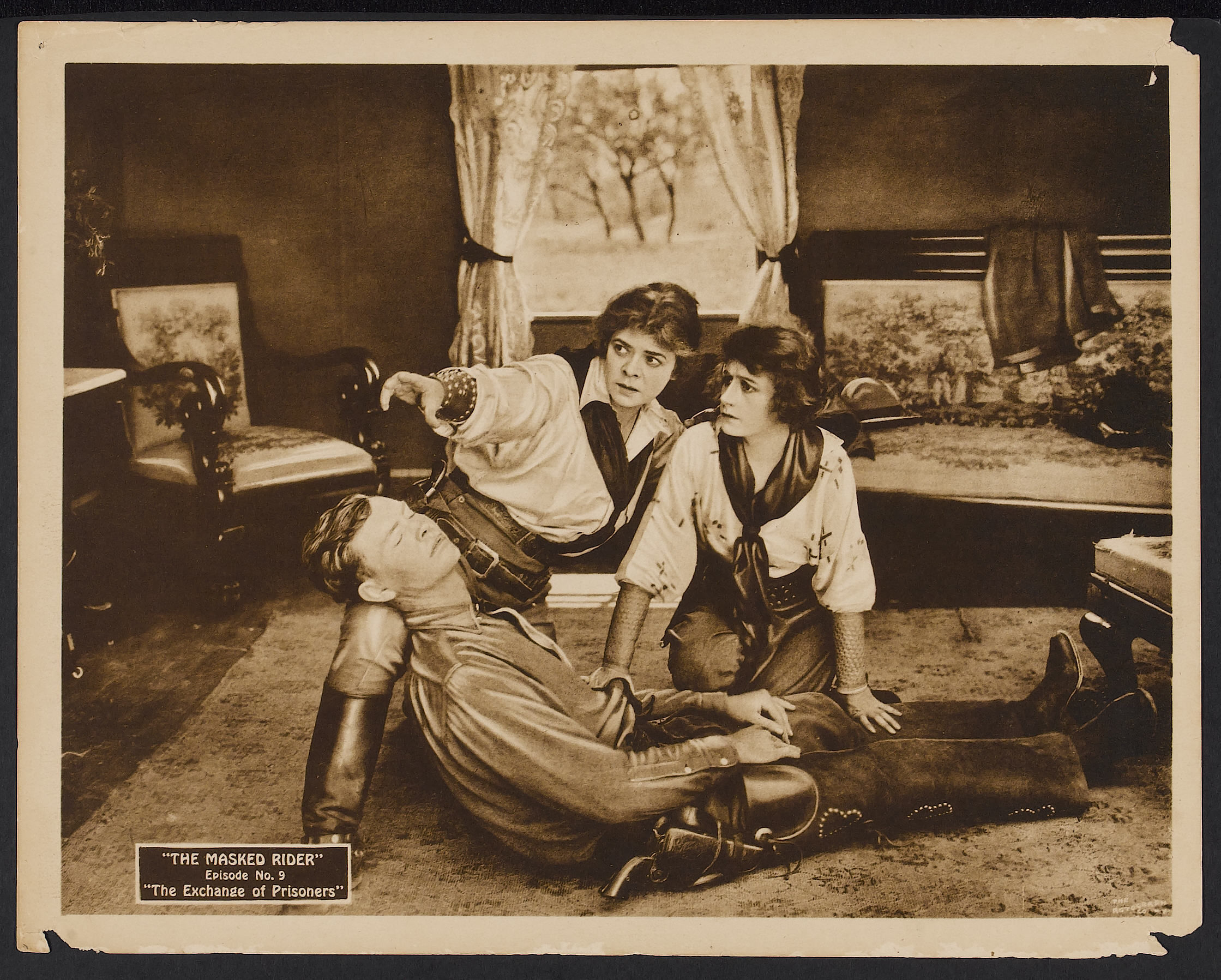
Photo tirée de The Exchange of Prisoners.

|    | Titre anglais             | Date de sortie US | Notes                                 |
| -- | ------------------------- | ----------------- | ------------------------------------- |
| 1  | The Hole in the Wall      | 7 mai 1919        | perdu                                 |
| 2  | In the Hands of Pancho    | 14 mai 1919       |                                       |
| 3  | The Capture of Juanita    | 21 mai 1919       | manque la fin                         |
| 4  | The Kiss of Hate          | 28 mai 1919       |                                       |
| 5  | The Death Trap            | 4 juin 1919       |                                       |
| 6  | Pancho Plans Revenge      | 11 juin 1919      |                                       |
| 7  | The Fight on the Dam      | 18 juin 1919      |                                       |
| 8  | The Conspirators Foiled   | 25 juin 1919      |                                       |
| 9  | The Exchange of Prisoners | 2 juillet 1919    |                                       |
| 10 | Harry's Perilous Leap     | 9 juillet 1919    | manque une partie                     |
| 11 | To the Rescue             | 16 juillet 1919   | une majorité de l'épisode reste perdu |
| 12 | The Impostor              | 23 juillet 1919   |                                       |
| 13 | Coals of Fire             | 30 juillet 1919   | manque une partie                     |
| 14 | In the Desert's Grip      | 6 août 1919       | manque une partie                     |
| 15 | Retribution               | 13 août 1919      | manque une partie                     |

Sources :,

## Édition DVD
Le film sort en DVD en 2015 et reprend 21 bobines d'origine, dont celles retrouvées en 2003, sur les 28 (ou 30) qui le composait. Le chapitre un qui est toujours perdu, a été retourné par Eric Stedman avec des acteurs volontaires d'après le script d'origine. Plusieurs scènes des parties manquantes ont également été tournées,.